# Al-Ahli SC (Jeddah)

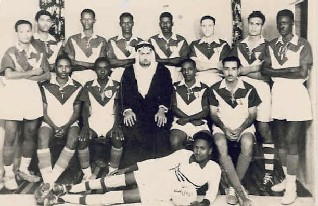
Laget 1950.

Al-Ahli SC är en saudisk fotbollsklubb från Jeddah som spelar i Saudi Professional League.
Den 6 juni 2023 köpte den saudiska statliga investeringsfonden Public Investment Fund (PIF) 75% av fotbollsklubben.

## Placering tidigare säsonger
| Säsong  | Nivå | Liga                      | Placering | Referens | Notering |
| ------- | ---- | ------------------------- | --------- | -------- | -------- |
| 2017/18 | 1    | Saudi Professional League | 2         | [ 2 ]    |          |
| 2018/19 | 1    | Saudi Professional League | 4         | [ 3 ]    |          |
| 2019/20 | 1    | Saudi Professional League | 3         | [ 4 ]    |          |
| 2020/21 | 1    | Saudi Professional League | 8         | [ 5 ]    |          |
| 2021/22 | 1    | Saudi Professional League | 15        | [ 6 ]    |          |
| 2022/23 | 2.   | First Divizion            | 1.        | [ 7 ]    |          |
| 2023/24 | 1    | Saudi Professional League | 3         | [ 8 ]    |          |
| 2024/25 | 1    | Saudi Professional League | 5         | [ 9 ]    |          |
| 2025/26 | 1    | Saudi Professional League |           | [ 10 ]   |          |